# Lepidopsallus ovatus
Lepidopsallus ovatus är en insektsart som beskrevs av Knight 1925. Lepidopsallus ovatus ingår i släktet Lepidopsallus och familjen ängsskinnbaggar. Inga underarter finns listade i Catalogue of Life.